# Classeya
Classeya é um gênero de mariposa pertencente à família Crambidae.